# Dolna Banea
Dolna Banea (în bulgară Долна Баня) este un oraș în comuna Dolna Banea, regiunea Sofia, partea de vest a Bulgariei. 

## Demografie
Componența etnică a orașului Dolna Banea
     Romi (16,65%)
     Bulgari (77,37%)
     Nicio identificare (5,55%)
     Altele (0,66%)
La recensământul din 2011, populația orașului Dolna Banea era de 4.522 locuitori. Din punct de vedere etnic, majoritatea locuitorilor (77,37%) erau bulgari, cu o minoritate de romi (16,65%). Pentru 5,55% din locuitori nu este cunoscută apartenența etnică.